# Sofie David

Gertrud Förstel, Ottilie Metzger-Lattermann und Sophie Bischoff-David als die 3 Rheintöchter, Rollenfoto 1911

Sophia Ludmilla Anna Adelheid David, auch Sophie David, verheiratete Sophie Bischoff-David (* 13. Mai 1875 in Leitmeritz, Österreich-Ungarn; † 23. Januar 1954 in Darmstadt) war eine österreichisch-deutsche Theaterschauspielerin und Opernsängerin (Sopran).

## Leben
Als Tochter des Musikdirektors Anton David und dessen Gattin Sophie, geborene Stark, betrat sie bereits im Alter von 14 Jahren am Deutschen Landestheater in Prag zum ersten Mal die Bühne. Hierauf reiste sie zwei Jahre als „Wunderkind“, wobei sie es nicht unterließ, durch ununterbrochene Studien sich künstlerisch zu vervollkommnen. Namentlich in Berlin erregte sie in dem eigens für sie geschriebenen Stückchen „Die kleine Primadonna“ geradezu Aufsehen. 1894 nahm sie ihr erstes festes Engagement am Stadttheater in Danzig, kam 1895 nach Essen, wo sie zwei Jahre verblieb und gastierte 1897 am Stadttheater Köln, wo sie sich im Sturm alle Sympathien erwarb, und seit dieser Zeit als allgemein beliebte Soubrette tätig war. Sie wirkte nicht nur durch ihre bis zur reizvollen Ausgelassenheit gesteigerte Frohlaune und Schelmerei, sondern auch durch ihre innigen, warmen Gefühlstöne, mit denen sie selbst zu Tränen rühren konnte.
Nachdem sie im Mai 1901 mit großem Erfolg am Covent-Garden-Theater in London als „Grethel“ gastiert hatte, wurde sie zu den Festspielen nach Bayreuth geladen, um im „Rheingold“ die „Weilgunde“, in der „Walküre“ die „Gerhilde“ und in der „Götterdämmerung“ eine „Rheintochter“ zu verkörpern. Als ihre eigentliche Glanzrolle wurde die „Rose Friquet“ im Glöcklein des Eremiten bezeichnet.
Von 1904 bis 1905 nahm sie mit ihrem Mann Johannes Bischoff, den sie am 21. Mai 1902 in Köln geheiratet hatte, an einer Tournee durch Nordamerika mit der Savage Opera Company teil.
Von 1906 bis 1910 gastierte sie am Hoftheater Hannover, seit 1905 bei den sommerlichen Ring-Aufführungen in München als „Wellgunde“, 1909 und 1910 an der Berliner Hofoper, von 1910 bis 1914 bei den Ring-Aufführungen am Théâtre de la Monnaie Brüssel anzutreffen. 1913 war sie auf Tournee durch Südamerika.
Nach 1926 zog sie sich als Mutter von zwei Töchtern ins Privatleben zurück. Ihre Schwester war die Schauspielerin Stella David. Sophie Bischoff-David starb 1954 in ihrer Wohnung Soderstraße 114 in Darmstadt an Gefäßsklerose und wurde auf dem dortigen Waldfriedhof beerdigt.
Die Stimme der Sängerin ist durch zwei sehr seltene Titel auf einer 1909 in Berlin eingespielten Schallplatte überliefert.